# Feldmann
Feldmann ist ein Familienname.

## Herkunft und Bedeutung
Der Familienname Feldmann (Varianten: Fieldman und Feldman) findet sich erstmals um das Ende des 14. Jahrhunderts im Mittelhochdeutschen als Veltman und Feldman in der sinngemäßen Bedeutung „Mann auf dem Felde“. 
Der Namensteil Feld kommt als erster Namensteil in zahlreichen Zusammensetzungen vor, beispielsweise Feldmüller oder Feldmeier.

## Namensträger

### A
- Adolf Feldmann (1860–1933), selbständiger Kürschnermeister und Verbandsfunktionär in Berlin
- Adolf von Feldmann (1899–1970), deutscher Architekt
- Alfred Feldmann (1840–1923), deutscher Fabrikant und Präsident der Gewerbekammer Bremen
- Aloys Feldmann (1897–1965), deutscher Politiker (CDU)
- Andi Feldmann (* 1957), deutscher Bildhauer, Schauspieler, Synchronsprecher und Autor
- Andreas Feldmann (Politikwissenschaftler) (Andreas E. Feldmann; * vor 1980), chilenischer Politikwissenschaftler und Hochschullehrer in den USA
- Angelika Feldmann (1916–2000), deutsche Schauspielerin und Programmsprecherin
- Anja Feldmann (* 1966), deutsche Informatikerin
- Arnold Feldmann (1882–1960), deutscher Lehrer und völkischer bzw. nationalsozialistischer Aktivist und Propagandist
- Arthur Feldmann (1926–2012), deutschsprachiger Schriftsteller

### B
- Barbara Feldmann (Journalistin) (1944–2023), deutsche Journalistin und Hörfunkregisseurin
- Barbara Feldmann (Politikerin) (* 1963), österreichische Politikerin (ÖVP)
- Bernhard Feldmann (1704–1776), deutscher Arzt und Schriftsteller

### C
- Carl Feldmann (Pädagoge) (1844–1923), deutscher Pädagoge, Schuldirektor in St. Petersburg und Theaterförderer
- Carl Albert Feldmann (1894–1966), deutsch-niederländischer Maler
- Carl Anton Matthias Feldmann (1778–1834), dänischer Generalkriegskommissar und Justizrat
- Cary Feldmann (* 1950), US-amerikanischer Speerwerfer
- Christa Engler-Feldmann (1926–1997), deutsche Malerin und Textilgestalterin
- Christian Feldmann (Schriftsteller) (* 1950), deutscher Journalist und Buchautor
- Christian Friedrich Feldmann (Architekt) (1706–1765), preußischer Baumeister
- Christian Friedrich Feldmann (Politiker) (1813–1883), deutscher Pädagoge und Bremer Senator
- Christian Nicolai Ludwig Feldmann (1782–1849), deutscher Jurist, Privatgelehrter und Schriftsteller
- Christin Feldmann (* 1981), deutsche Regisseurin und Künstlerin
- Clarence Feldmann (1867–1941), niederländischer Elektrotechniker

### E
- Else Feldmann (1884–1942), österreichische Schriftstellerin
- Emil Feldmann (1895–1968), deutscher sozialdemokratischer Politiker
- Erich Feldmann (Pädagoge) (1893–1978), deutscher Pädagoge und Kommunikationsforscher
- Erich Feldmann (1929–1998), deutscher katholischer Priester und Kirchenhistoriker
- Ernst Feldmann (1927–2009), Schweizer Kaufmann, Werbeleiter und Grafiksammler

### F
- Falko Feldmann (* 1959), deutscher Biologe und Phytomediziner
- Franz Feldmann (Theologe) (1866–1944), deutscher katholischer Theologe
- Franz Feldmann (1868–1937), deutscher Politiker (SPD)
- Franz Feldmann (Schauspieler), österreichischer Schauspieler
- Friederike Feldmann (* 1962), deutsche Malerin und Hochschulprofessorin
- Friedrich Feldmann (Politiker) (1871–1957), deutscher Politiker und Parteifunktionär (SPD)
- Friedrich Wilhelm Feldmann (1846–1911), deutscher Bauunternehmer und Politiker
- Fritz Feldmann (Musikwissenschaftler) (1905–1984), deutscher Musikwissenschaftler
- Fritz Feldmann (Ruderer) (1915–2002), Schweizer Ruderer
- Fritz Feldmann (Rennfahrer), deutscher Automobilrennfahrer

### G
- Gustav Feldmann (1872–1947), deutscher Mediziner
- Gyula Feldmann (1890–1955), ungarischer Fußballspieler

### H
- Hanna Feldmann (1923–2003), deutsche Heimatforscherin
- Hans von Feldmann (1868–1940), deutscher Offizier und Politiker
- Hans Feldmann (1911–1994), deutschbaltischer Pädagoge und Historiker, siehe Johannes Feldmann
- Hans Feldmann (Jurist) (1925–2011), Schweizer Jurist und Verbandsfunktionär
- Hans Feldmann (Anglist) (* 1936), US-amerikanischer Anglist und Hochschullehrer
- Hans-Peter Feldmann (1941–2023), deutscher Künstler
- Harald Feldmann (1926–2021), deutscher HNO-Arzt und Hochschullehrer
- Heinrich Feldmann (Politiker) (1847–1928), deutscher Landwirt, Politiker, MdR
- Heinrich Feldmann-Simons (Heinrich Feldmann; 1787–1865), deutscher Kaufmann
- Heinz Feldmann (Mediziner) (* 1958/1959), deutscher Virologe
- Heinz Feldmann (* 1960), deutscher Brigadegeneral
- Helma von Feldmann (1903–1989), deutsche Bildhauerin
- Helmut Feldmann (1934–2023), deutscher Lusitanist und Hochschullehrer
- Hermann Feldmann (1831–nach 1894), deutscher Kaufmann
- Hildegard Feldmann (1936–1990), Schweizer Krankenschwester und Laienmissionarin
- Horst Feldmann (1932–2022), deutscher Molekularbiologe

### J
- Jacqueline Feldmann (* 1994), deutsche Stand-up-Comedienne, Moderatorin und Schauspielerin
- Jochen Feldmann (* 1961), deutscher Physiker
- Johannes Feldmann (1911–1994), deutsch-baltischer Pädagoge
- John Feldmann (* 1967), US-amerikanischer Musiker und Tierrechtler
- Josef Feldmann (1927–2022), Schweizer Militär und Lehrbeauftragter für Sicherheitspolitik
- Joseph Feldmann (1878–1927), deutscher katholischer Theologe

### K
- Kai Feldmann (* 1993), deutscher Handballspieler
- Karl Feldmann (Admiral) (1875–1963), deutscher Konteradmiral
- Karl Feldmann (Politiker) (1892–1963), deutscher Politiker (SPD)
- Karl Anton Matthias Feldmann (1822–1853), deutscher lyrischer und dramatischer Schriftsteller
- Kaspar Feldmann (1805–1866), Schweizer Maler
- Klaus Feldmann (Journalist) (1936–2023), deutscher Journalist
- Klaus Feldmann (Soziologe) (* 1939), österreichischer Soziologe und Thanatologe
- Klaus Feldmann (Ingenieur) (* 1943), deutscher Ingenieur und Hochschullehrer
- Klaus Feldmann (General) (* 1950), deutscher Brigadegeneral des Heeres der Bundeswehr
- Klaus Feldmann (Musiker) (* 1951), deutscher Gitarrist, Musikproduzent und Komponist
- Klemens Philipp Feldmann (1885–1971), polnischer Bischof der Altkatholischen Kirche, siehe Maria Klemens Philipp Feldmann
- Knut Feldmann (* 1942), Polizeipräsident in Mannheim 1988–2007

### L
- Laura Feldmann (* 1990), deutsche Volleyballspielerin
- Leopold Feldmann (1802–1882), bayrischer Lustspieldichter
- Liliana Feldmann (1926–2020), italienische Schauspielerin
- Lisa Feldmann (* 1958), Schweizer Chefredakteurin, Kolumnistin, Autorin
- Louis Feldmann (1856–1928), deutscher Maler
- Ludwig Feldmann (Architekt, 1863) (auch Ludwig Feldkamp; 1863–nach 1902), deutscher Architekt
- Ludwig Feldmann (Architekt, 1883) (1883–1930), deutscher Architekt
- Ludwig Feldmann (Politiker) (1906–1991), deutscher Politiker (CDU), MdBB

### M
- Marc Feldmann (* 1944), australisch-britischer Immunologe
- Maria Klemens Philipp Feldmann (1885–1971), Bischof der Altkatholischen Kirche der Mariaviten in Polen
- Markus Feldmann (1897–1958), Schweizer Politiker (BGB)
- Markus Feldmann (Künstler) (1926–2022), Schweizer Maler, Zeichner und Bildhauer
- Masius Johann Feldmann (1762–1823), Professor und Schriftsteller
- Matthias Feldmann (1747–1824), Jurist und Politiker
- Maximilian Feldmann (* 1985), deutscher Regisseur und Filmemacher
- Monika Feldmann (* 1951), deutsche Eiskunstläuferin

### O
- Olaf Feldmann (* 1937), deutscher Politiker (FDP)
- Otto von Feldmann (1873–1945), deutscher Offizier und Politiker
- Otto Feldmann (Kapitän) (1875–1948), deutscher Kapitän zur See, Gauführer des Marinebundes
- Otto Feldmann (Grafiker) (1881–1942), deutscher Grafiker, Maler und Galerist

### P
- Paul Feldmann (Unternehmensberater) (1913–nach 1969), deutscher Ingenieur, Unternehmensberater, Psychologe, Verleger und Institutsleiter
- Paul Feldmann (Musiker) (1929–2023), Schweizer Organist
- Pauline Feldmann (1884–1986), österreichische Frauenärztin, Frauenrechtlerin und NS-Verfolgte
- Peter Feldmann (Maler) (1790–1871), deutscher Maler
- Peter Feldmann (* 1958), deutscher Politiker (SPD), ehemaliger Oberbürgermeister von Frankfurt
- Philipp Feldmann (Politiker) (1868–1946), deutscher Politiker (DDP)
- Philipp Friedrich Theodor Adolph von Feldmann (1828–1894), königlich preußischer Generalmajor

### R
- Rainer Feldmann (* 1957), deutscher Gitarrist
- Regina Feldmann (* 1953), deutsche Ärztefunktionärin
- Reiner Feldmann (1933–2014), deutscher Biologe und Hochschullehrer
- Reinhard Feldmann (* 1954), deutscher Bibliothekar und Autor
- Rodney M. Feldmann (* 1939), US-amerikanischer Paläontologe
- Roland Feldmann (1956–1988), Todesopfer an der innerdeutschen Grenze
- Rolf Feldmann (* 1979), Schweizer Snowboarder
- Rötger Feldmann (auch: Brösel; * 1950), deutscher Comiczeichner
- Rudolf Feldmann (1878–1958), deutscher Gold- und Silberschmiedekünstler

### S
- Stefan Feldmann (* 1970), Schweizer Politiker (SP)

### T
- Theodor von Feldmann (1835–1902), baltisch-russischer Infanteriegeneral
- Theodor Feldmann (1891–1957), österreichischer Volksbildner, Radiojournalist und Schriftsteller
- Thomas Feldmann (Maler) (* 1944), deutscher Maler und Textilkünstler
- Thomas Feldmann (Filmemacher) (1958–1984), deutscher Filmemacher
- Thomas Feldmann (Snowboarder) (* 1988), Schweizer Snowboarder
- Tobias Feldmann (* 1991), deutscher Geiger

### U
- Uwe Feldmann (1939–2019), deutscher Hochschullehrer für Medizinische Biometrie und Informatik

### W
- Walter Feldmann (Pferdezüchter) (* 1950), deutscher Pferdezüchter und Gangpferdespezialist, siehe Aegidienberger
- Walter Feldmann (Komponist) (* 1965), Schweizer Flötist und Komponist
- Werner Feldmann (1927–2003), deutscher Kaufmann und Heimatforscher
- Wilhelm Feldmann (Ingenieur) (1853–1905), deutscher Ingenieur
- Wilhelm Feldmann (Maler) (1859–1932), deutscher Maler
- Wilhelm Feldmann (Journalist) (1880–1947), deutscher Auslandskorrespondent, Kriegsberichterstatter, Schriftsteller und Genealoge
- Wilhelm Feldmann (Politiker) (1910–1994), deutscher Politiker (NDPD)
- Winfried Feldmann (1922–2010), deutscher Politiker (CDU)
- Wolfgang Feldmann (* 1949/1950), deutscher Ingenieur und Unternehmensgründer
- Woody Feldmann (* 1971), deutsche Komikerin